# Mijaíl Kopeikin
Mijaíl Kopeikin –en ruso, Михаил Копейкин– es un jinete soviético que compitió en la modalidad de doma. Ganó dos medallas en el Campeonato Europeo de Doma, plata en 1975 y bronce en 1977, ambas en la prueba por equipos.

## Palmarés internacional
| Campeonato Europeo | Campeonato Europeo | Campeonato Europeo | Campeonato Europeo |
| Año                | Lugar              | Medalla            | Categoría          |
| ------------------ | ------------------ | ------------------ | ------------------ |
| 1975               | Kiev (URSS)        | Medalla de plata   | Por equipos        |
| 1977               | San Galo (Suiza)   | Medalla de bronce  | Por equipos        |